# Marimar
Marimar je mexická telenovela produkovaná společností Televisa a vysílaná na stanici Las Estrellas v roce 1994. V hlavních rolích hráli Thalía a Eduardo Capetillo.

## Obsazení
- Thalía jako Maria del Mar "Marimar" Pérez de Santibáñez / Bella Aldama
- Eduardo Capetillo jako Sergio Santibáñez